# Niederkirchnerstraße
La Niederkirchnerstraße, antiguamente llamada Prinz-Albrecht-Straße, es una calle de Berlín, la capital de Alemania. Esta calle es más conocida por haber acogido los cuarteles generales de la Oficina Central de Seguridad del Reich (RSHA), el SD, la Gestapo y la Schutzstaffel (SS) durante el período del régimen nazi. La sede de la Gestapo y otros organismos policiales estaba en el número 8 de la Prinz-Albrecht-Straße. En la actualidad el lugar acoge un monumento conmemorativo y museo, la Topographie des Terrors, que incluye una exhibición permanente que explica los crímenes del nazismo.

## Situación geográfica
La calle se extiende de este a oeste desde la Wilhelmstraße hasta la intersección con la Stresemannstraße, cerca de la Potsdamer Platz, que forma el límite entre los distritos de Mitte y Kreuzberg. Niederkirchnerstraße es también el sitio donde se encuentra la sala de exposiciones Martin-Gropius-Bau, construida en 1881 por Martin Gropius y Heino Schmieden como Museo de Artes Decorativas, y la Cámara de Diputados de Berlín (en alemán: Abgeordnetenhaus von Berlin), que entre 1899 y 1933 fue la sede del Preußischer Landtag, la segunda cámara del parlamento prusiano. Desde 29 de abril de 1993 es la sede del Parlamento de la ciudad-estado de Berlín.

## Historia
La calle fue trazada en 1891 y nombrada en honor del Príncipe Alberto de Prusia, hijo del rey Friedrich Wilhelm III, que había tenido una mansión llamada Prinz-Albrecht-Palais en la esquina de esta calle con la Wilhelmstraße.

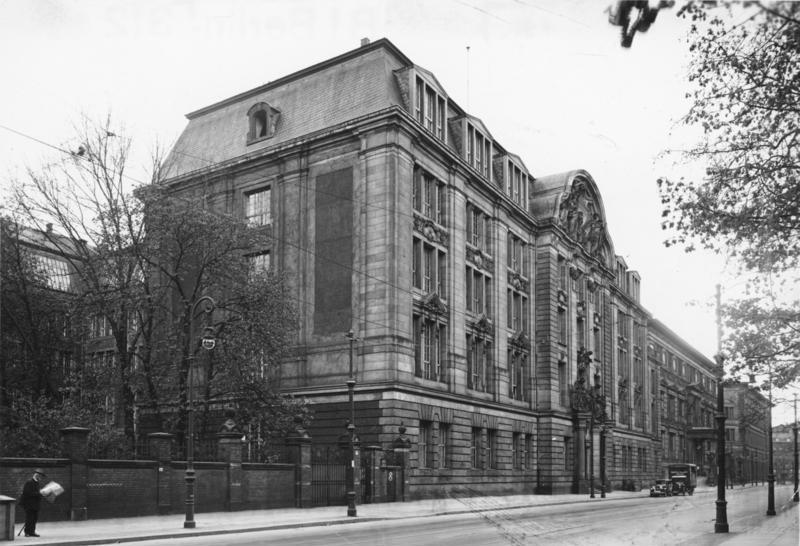
Sede de la Gestapo, hacia 1933.

Desde mayo de 1933 en el número 8 de la calle se instaló el Cuartel general de la Gestapo. En 1934 el edificio también acogió la Inspección de los Campos de Concentración (Inspektion der Konzentrationslager), que supervisaba todos los campos de concentración existentes en la Alemania nazi. El edificio constituía el núcleo de un complejo de edificios que incluía al vecino Hotel Prinz Albrecht en el número 9, o el propio Prinz-Albrecht-Palais en el número 102, que a partir de 1934 acogió la sede del Sicherheitsdienst (SD) bajo el mando de Reinhard Heydrich. A partir de septiembre de 1939 el Prinz-Albrecht-Palais también acogió la sede de la nueva Oficina Central de Seguridad del Reich (RSHA), que como el SD, también estaba dirigida Heydrich. El propio jefe de las SS, Heinrich Himmler, disponía de una oficina en el Hotel Prinz Albrecht desde la que gestionaba sus asuntos, edificio que en la práctica se convirtió en el cuartel general de toda la Schutzstaffel (SS). Todos estos edificios resultaron gravemente dañados por los bombardeos aliados hacia el final de la Segunda Guerra Mundial, y fueron demolidos durante la posguerra, quedando solamente las ruinas y cimientos de los mismos.
En 1953/1954 las autoridades de la República Democrática Alemana renombraron la calle como Niederkirchnerstraße en honor a Käthe Niederkirchner (1909–1944), una miembro de la resistencia comunista contra los nazis. Durante la Guerra Fría el Muro de Berlín fue tendido en el lado sur de la calle, estando operativo entre 1961 y 1989. En la actualidad apenas si se mantienen algunos tramos del mismo.